# Théâtre gallo-romain de Châteaubleau
Le théâtre gallo-romain est un édifice de spectacles antique dont les ruines sont situées sur la commune française de Châteaubleau, en région Île-de-France.
Il s'inscrit dans le contexte plus vaste d'un site qui comprend également plusieurs sanctuaires et des habitations. Construit au IIe siècle mais abandonné à la fin du siècle suivant, il est fouillé à plusieurs reprises à partir des années 1950. Ses vestiges, comme tous ceux du site archéologique, sont protégés comme monuments historiques en 1983.

## Localisation

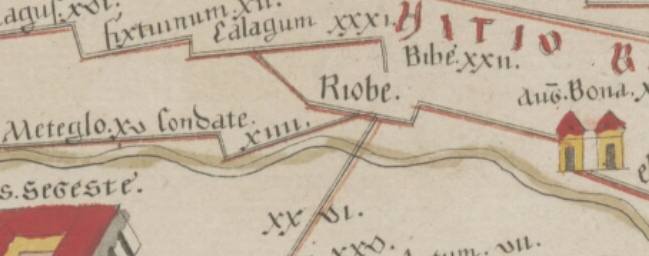
Riobé sur le table de Peutinger.

Les vestiges du théâtre sont visibles à la sortie orientale de l'actuel village de Châteaubleau, au leu-dit « le Bois de la Vigne ». Le site, dans la civitas des Sénons, est souvent assimilé à la station dénommée Riobé sur la table de Peutinger ; ce point correspond à un carrefour de voies se dirigeant vers Sens/Agedincum, Troyes/Augustobona, Chailly-en-Bière/Calagum et Montereau-Fault-Yonne/Condate.
Le théâtre est lié à un sanctuaire (source sacrée et groupe de plusieurs temples dans une même enceinte) situé à proximité immédiate, au sein d'une agglomération secondaire,.

## Description

Plan du théâtre.

Le monument forme un demi-cercle outrepassé d'environ 80 m de diamètre tourné vers l'est-nord-est. Il est édifié sur une levée de terre artificielle contre laquelle il s'appuie. Sa construction fait appel à une maçonnerie associant moellons et briques liées au mortier.
La cavea est composée de caissons maçonnés remblayés sur lesquels s'appuient des gradins probablement en bois. Ces derniers sont accessibles par cinq allées rayonnantes à partir desquelles quatre escaliers par allée, larges de 1,75 m, permettent d'accéder aux gradins ; l'allée axiale est large de 4,50 m. Le mur périmétral est scandé extérieurement de petits contreforts.
Des sculptures sur des blocs de calcaire décorent les entrées des allées et la scène.
La scène, sans doute recouverte d'un plancher en bois et implantée dans l'axe médian de la cavea, mesure 8 × 12 m ; elle est située en avancée dans l'orchestra. Celle-ci, en forme de fer à cheval, mesure 20 m de diamètre.

## Historique
Le théâtre est construit, sans doute en plusieurs phases suivant l'évolution du sanctuaire adjacent, dans la seconde moitié du IIe siècle, période de prospérité économique qui voit la bourgade de Châteaubleau se développer de façon notable. Il fonctionne pendant tout le IIIe siècle puis, abandonné, partiellement détruit et remblayé, il est utilisé pour des installations artisanales pendant encore un siècle. Ses maçonneries sont dans un dernier temps démontées et remployées,.
Le site archéologique est identifié dès 1849 dans une ancienne carrière, mais les premières investigations ne sont entreprises qu'à partir de 1951. Une fouille plus exhaustive s'étale de 1967 aux années 1980, et le théâtre est protégé dans le contexte des vestiges gallo-romains de Châteaubleau par arrêté du 28 janvier 1983. Des sondages ont lieu en 1989, 1997 et 2001 puis une fouille en 2010-2012.